# Vladislav Sueco
Vladislav sueco (nascido em 01 de julho 1944 , Moscou, Rússia) Foi da juventude comunista Komsomol Soviética e militante do partido, mais tarde, um jornalista. Vice-presidente do Partido Liberal Democrático da Rússia (PLDR).
Em 1947 ele se mudou com sua família para a Lituânia, onde foi educado. Graduou-se no Instituto Politécnico de Kaunas em 1967, em seguida, trabalhou em uma fábrica em Utena, foi da comissão distrital do Komsomol em Utena e do Comitê Central da Juventude da Lituânia.
Em 1978, recebeu o título de laureado da União de Jovens Comunistas da Lituânia por uma série de materiais educativos para o trabalho com jovens. Foi o primeiro secretário do Comitê Distrital Outubro em Vilnius. A partir de 1990, foi o segundo secretário do Partido Comunista da Lituânia, um membro do Comitê Central do PCUS, presidente do Comitê Cívico da República Socialista da Lituânia, membro do Conselho Supremo da Lituânia.
Em 1992 mudou-se para Vitebsk, onde trabalhou como diretor de um centro médico de diagnóstico  entre 1998 e 2000. A partir de 1996 foi assessor do PLDR na Duma do Estado, entre 1998 e 2000 foi chefe da Comissão do Trabalho e Política Social da Duma. Autor de vários trabalhos de não-ficção, incluindo aqueles que se dedicam à investigação de crimes de guerra Katyn e questionando a versão soviética da culpa nesta tragédia.